# Metacatharsius simulator
Metacatharsius simulator är en skalbaggsart som beskrevs av Vladimir Balthasar 1939. Metacatharsius simulator ingår i släktet Metacatharsius och familjen bladhorningar. Inga underarter finns listade i Catalogue of Life.